# Мой друг Мартын
«Мой друг Мартын» — советский кукольный мультипликационный фильм, снятый режиссёром Иваном Уфимцевым на студии «Союзмультфильм» в 1970 году по сценарию Любови Бутыриной и Алексея Кирносова.

## Сюжет
О мальчике и его собачке.
У городского мальчика был фокстерьер по кличке Мартын. Из-за завышенной самооценки мальчик отказывался дружить со всеми соседскими ребятами. Он не дружил даже с хозяйкой болонки — вежливой девочкой. Вдруг случилось так, что Мартын пропал. Грустно было хозяину пса, а сам Мартын одиноко ходил по осенним улицам под дождём и листопадом, пока его утром не нашла соседская болонка. Болонка привела к Мартыну хозяйку. Девочка привела фокстерьера к нему домой. С тех пор девочка и мальчик подружились и в солнечный день пошли гулять вместе.

## Съёмочная группа
| Авторы сценария                       | Любовь Бутырина, Алексей Кирносов |
| Режиссёр                              | Иван Уфимцев |
| Художник-постановщик                  | Тамара Полетика |
| Художники-мультипликаторы (кукловоды) | Галина Золотовская, Валерий Петров или Павел Петров, Владимир Пузанов |
| Куклы и декорации изготовили:         | Роман Гуров (руководитель), Владимир Аббакумов или В. Абакумов, Владимир Алисов, Галина Геттингер, Виктор Гришин, С. Знаменский или С. Знаменская, В. Калашникова, Валерий Петров, Марина Чеснокова |
| Оператор                              | Владимир Сидоров |
| Монтажёр                              | Вера Гокке |
| Композитор                            | Виктор Купревич |
| Звукооператор                         | Борис Фильчиков |
| Редактор                              | Наталья Абрамова |
| Директор картины                      | Натан Битман или Любовь Бутырина |
| Роли озвучивали                       | Мария Виноградова, Алексей Грибов, Тамара Дмитриева, Юрий Колычёв, Анатолий Папанов, Клара Румянова                                                                                                 |

## Технические данные
| Название                     | «Мой друг Мартын»                                           |
| Возрастная категория         | для детей 0+                                                |
| Тип                          | кукольный                                                   |
| Цветность                    | цветной                                                     |
| Продолжительность            | 10 минут                                                    |
| Количество серий             | 1                                                           |
| Киностудия                   | «Союзмультфильм» (творческое объединение кукольных фильмов) |
| Дата производства            | 1970 год                                                    |
| Разрешительное удостоверение | 214017215 от 24.07.2015                                     |

## Описание, отзывы и критика
Согласно информационному сообщению в журнале «Советский экран», в основу вновь созданного мультфильма Ивана Уфимцева «Мой друг Мартын» была положена детская книга ленинградского писателя Алексея Кирносова «Ах, эта прекрасная улица».
По мнению киноведа Людвиги Закржевской, основная идея мультфильма Ивана Уфимцева «Мой друг Мартын» (о вреде зазнайства) давно отработана в мультипликации. Сам фильм — понемногу о дружбе, понемногу о добре, понемногу о погоде и о настроении, а в целом — ни о чём. В фильме имеются художественные моменты, заслуживающие особого внимания, это чётко и красиво изображённые силуэты строительства, это яркие штрихи падающих листьев, это обаятельные фигурки собак и их хозяев. Но эти образцы художественного искусства не отменяют сценарную незначительность фильма, отсутствие в нём важных философских идей. Яркие и оригинальные изобразительные идеи художников, ёмкая работа кукольников и кукловодов были потрачены на воплощение неглубокого замысла.
По мнению Елены Путаловой, каждый ребёнок должен посмотреть снятый в 1970 году советский мультфильм «Мой друг Мартын» — добрую романтичную историю о щенке фокстерьера по кличке Мартын, который потерялся по недосмотру своего хозяина.